# June Lake
June Lake är en ort (census-designated place) i Mono County, Kalifornien, USA.